# Live.02
Live.02 è un album dal vivo del gruppo musicale statunitense Isis, pubblicato nel 2004.

## Tracce
1. From Sinking – 10:56
2. Glisten – 7:11
3. Carry – 7:30
4. Weight – 13:09
5. The Beginning and the End – 9:48
6. Celestial (Ext./Alt. Version) – 17:25